# Brezova (Sveti Križ Začretje)
 Brezova  falu Horvátországban Krapina-Zagorje megyében. Közigazgatásilag Sveti Križ Začretjéhez tartozik.

## Fekvése
Zágrábtól 26 km-re északra, községközpontjától 4 km-re délkeletre a Horvát Zagorje területén az A2-es autópálya mellett fekszik..

## Története
A településnek 1890-ben 309, 1910-ben 265 lakosa volt. Trianonig Varasd vármegye Krapinai járásához tartozott. A településnek 2001-ben 300 lakosa volt.

## Külső hivatkozások
- Sveti Križ Začretje község hivatalos oldala